# Sinopoda fornicata
Sinopoda fornicata là một loài nhện trong họ Sparassidae. S. fornicata được S. Q. Liu, S. Q. Li & Peter Jäger miêu tả năm 2008.